# Firsching (Gemeinde Hargelsberg)
Firsching ist eine Ortschaft in der Gemeinde Hargelsberg in Oberösterreich.
Die Rotte Firsching liegt einen Kilometer westlich von Hargelsberg und bestand früher aus einigen Gehöften und kleinen Wohnhäusern. Einen wesentlichen Impuls erhielt der Ort durch die in den 1970ern erfolgte Kommassierung, bei der von den Landwirten in Firsching Grundflächen für Sport und Freizeit zur Verfügung gestellt wurde. Dies führte zu einer regen Bautätigkeit und zum Entstehen der Silberbergsiedlung und die Wohnsiedlung nordöstlich des Ortskernes auf dem Pfarrgrund.
Die frühesten Schriftzeugnisse lauten 1378 „Fuesching“ und 1410 „Füesching“. Als Ausgangswort ist der Personennamen Fusco/Fuosco möglich.